# 我愛紅娘
《我愛紅娘》是台灣電視公司（台視）第一個電視交友節目及台灣電視史上第一個電視交友節目，製作單位文啟社傳播，製作人洪理夫，樂隊台視大樂團，導播朱莉莉。1982年9月28日下午在台視大樓第五攝影棚首錄，1982年10月30日18:00～19:00首播，1993年10月9日播出最後一集，是台灣1980年代著名的電視節目代表作品之一，每集開場口號是：「我愛紅娘，紅娘愛我，為您搭起友誼的橋樑。」

## 概要
《我愛紅娘》節目名稱是在1982年由台視總經理石永貴定名。洪理夫原本想命名為「最佳拍檔」，也有人提議命名為「電視月老」，但是石永貴反對使用這兩個名稱。石永貴認為，「最佳拍檔」出自從英屬香港傳入台灣的流行語，不可能長久；「電視月老」出自月下老人故事，則太老氣、不適合年輕人；他建議引用紅娘故事，命名為「我愛紅娘」。洪理夫接受了石永貴的建議，果然讓《我愛紅娘》風行台灣十一年。
以各種方式讓男女雙方在電視上相親，是《我愛紅娘》的主要趣味所在。在《我愛紅娘》的前六集，為了打「俊男美女牌」，洪理夫請中央電影公司（中影）演員訓練班來作示範演出。在第一任主持人春華、田文仲時期，主持群親自擔任紅娘；沈春華離職、張月麗接手主持後，還請來兩性專家與藝人客串紅娘。另外，文啟社傳播每月固定舉辦聯誼活動。
《我愛紅娘》的參加者在報名時，必須接受工作人員檢查中華民國國民身分證與相關資料，還必須填寫切結書以取得「紅娘之友」會員資格；之後，工作人員犧牲假日，廣赴各地與參加者詳談，深入瞭解對方擇友標準，以為參酌。每集錄影播出後一個月內，若有觀眾檢舉參加者曾有不良行為、或未在報名資料上註明曾經結婚或已經離婚，一經查證屬實，工作人員即依切結書開除參加者的會員資格，並通知該集所有參加者提高警覺。
《我愛紅娘》主題曲是陳雲山作詞作曲的〈歌聲滿行囊〉，有兩個版本，都收錄於新格實業發行的楊芳儀唱片專輯《老師，斯卡也答》：第一個版本是楊芳儀與新格合唱團合唱的，第二個版本是松江兒童合唱團合唱的。
1984年6月與10月，《我愛紅娘》與美國華語電視網世華電視公司合作，在加州舊金山（6月）及洛杉磯（10月）錄製26集，為當地華人牽姻緣。1984年6月1日，《我愛紅娘》在洛杉磯舉行開鏡儀式記者會，世華電視總經理致詞，台視關係企業「台視美國公司」總經理朗讀石永貴的賀電；同月2日，《我愛紅娘》展開在美國的錄影。
1985年底，《我愛紅娘》已播映167集，播映時間提前至每週六17:30～19:00。1986年，《我愛紅娘》播映時間改至每週六17:30～18:30。1987年底，《我愛紅娘》已播映267集，播映時間仍為每週六17:30～18:30。1989年底，《我愛紅娘》已播映將近1000集。1999年，《我愛紅娘》轉型為電台節目（在中國廣播公司、台北廣播電台、桃園廣播電台等播出），並成立官方網站（www.lovematch.com.tw，已廢站）。
田文仲年過40歲才與比他小15歲的臺灣京劇女演員王海波結婚，婚禮在中泰賓館舉辦，《我愛紅娘》全程錄影。
洪理夫製作的台視另一個節目是《合家歡》，田文仲主持，播出時間為每週一21:30～23:00，內容是以家庭為單位參加的益智競賽，1983年8月15日開播，1984年3月19日停播，共30集。
1997年10月17日，台視第二個大型電視交友節目《相好星期五》開播，主持人是況明潔、張晨光、于美人與小亮哥。(僅播出一季至1998年1月9日)

## 歷任主持人
- 第一任主持人：沈春華、田文仲。沈春華有親和力，田文仲能掌控現場氣氛。
- 第二任主持人：張月麗、田文仲。1986年，沈春華赴美國深造，張月麗接任女主持人。
- 第三任主持人：張月麗。1988年，田文仲因故離開《我愛紅娘》，《我愛紅娘》改由張月麗單獨主持。
- 第四任主持人：張月麗、董至成。
- 第五任主持人：鄒美儀。1992年，《我愛紅娘》改由鄒美儀單獨主持。
- 其他主持人（順序待考）：羅吉鎮、倪敏然、王翔（潘安邦之妻）。

## 影響
- 《我愛紅娘》播出期間，成功造就七百多位佳偶。1982年至1987年底，《我愛紅娘》已撮合140餘對佳偶，平均每2集就有1對佳偶結婚。[5]
- 田文仲代言的明通化學製藥「肝胃能顆粒」電視廣告，廣告曲是〈歌聲滿行囊〉的楊芳儀與新格合唱團合唱版。
- 原本沒沒無聞的張月麗、董至成，因主持《我愛紅娘》而提升知名度。
- 2011年宇河文化出版的洪理夫著書《用心認識台灣》，田文仲寫的推薦序：「初識理夫兄，是在民國71年（1982年）邀我擔任台視《我愛紅娘》節目主持人。……1982年，台灣電視節目的尺度還在『送審』階段，所有電視節目必須送新聞局審查：主題是否正確、畫面是否健康、主持人台詞有無不雅、參加來賓形相是否正面等，都在審查之列，不得超出新聞局規定的“框架”之外，否則將被消音、刪除得體無完膚。在這種氛圍之下，洪製作推出了一個『顛覆性』節目──《我愛紅娘》，一時之間驚動萬教：電視台深恐被罰，新聞局虎視眈眈，製作小組戰戰兢兢。但在洪製作精心領導下，從參加者報名、篩選，到錄影、播出，無不事必躬親；把一個與色情介紹僅一線之隔的男歡女愛節目，作得嚴謹、正派、風趣、幽默，雅俗共賞。不但獲綜藝節目金鐘獎，且發揮了電視節目的社教功能，撮合了上百對金玉良緣。與此同時也有同類型節目出現，但都曇花一現，草草而終；原因何在？缺乏了洪製作的土直、固執、自然和正派。當然，洪製作親選的主持人也是關鍵，一『莊』一『諧』、適度的詼諧和親切的言談是節目特色；尤其女主持人沈春華，和藹自然、純潔端莊、平實天真且話無虛發的主持風格，難能可貴。……《我愛紅娘》節目附設有一個『紅娘之友聯誼會』，凡是參加過節目的朋友都成了會員，定期聚會聯誼，方式多元，以旅遊居多；洪製作親自策劃且客串導遊，二十年來足跡踏遍寶島及海內外景點。」[6]
- 2012年10月，住商不動產推出以《我愛紅娘》為趣點的電視廣告。[7]
- 2017年12月1日，洪理夫宣布《我愛紅娘》續作於2018年1月在東風衛視開播，田文仲說《我愛紅娘》促成了820對佳偶[8]。2018年1月27日18:00～19:00，東風衛視《又見紅娘》開播，是《我愛紅娘》的續作，元素文創製作，製作人是周以德，主持人是田文仲與高雄市議員陳麗娜，每集開場口號：「紅娘在身邊，姻緣一線牽。」[9][10]
- 2018年2月14日，田文仲回憶，《我愛紅娘》當年很受歡迎，台視只能以「一搭六」方式賣廣告，「要在這裡播廣告，一定要搭配其他六個冷門節目的時段才可能」。當年老三台賣廣告，都是均一價，不會因為節目紅就抬高廣告售價；廣告商都想要《我愛紅娘》時段的情形下，台視只能以「一搭六」方式賣廣告，還是搶破頭。「我愛紅娘，紅娘愛我」是洪理夫想出來的開場口號，可說是一炮而紅。當年沈春華與黑幼龍主持台視《新武器大觀》，田文仲不以為然，「這跟沈春華有什麼關係？因此我一聽到要做《我愛紅娘》時，就趕緊把她找來」。田文仲說，《我愛紅娘》每集主持費，剛開始時只有新臺幣3萬元，即使最紅的時候也才漲到新臺幣6萬元，以現今電視節目製作經費比例而言並不昂貴；主要是因為他與沈春華都很享受《我愛紅娘》錄影過程，「所以我們都不計較」[11]。
- 2019年12月，周華健的歌〈飛飛飛飛飛〉MV，部分片段戲仿《我愛紅娘》，二人戲仿田文仲與沈春華[12]。

## 同類節目
- 中國電視公司《約會在周末》（交友加猜謎節目）、《非常男女》、《來電五十》（播出期間：1989年3月19日至1996年10月27日，每週日13:20~14:00。）
- 中華電視公司《五四三二一》、《愛之橋》（播出期間：1983年9月17日至1984年4月14日。）

## 外部連結
- 《我愛紅娘》的笑話一籮筐
- 《我愛紅娘》製作人洪理夫官方Facebook （页面存档备份，存于）

| 台灣電視公司 星期六17:30-19:00或18:00-19:00         | 台灣電視公司 星期六17:30-19:00或18:00-19:00 | 台灣電視公司 星期六17:30-19:00或18:00-19:00 |
| --------------------------------------------------- | ------------------------------------------- | ------------------------------------------- |
|                                                     | 我愛紅娘 （1982年10月30日 - 1993年10月9日） |                                             |
| 清秀佳人 女性時間 （1982年5月8日 - 1982年10月23日） | 歡樂強棒 （1993年9月11日 - 1996年6月29日）  |                                             |